# Baltzar Hoppenstedt
Baltzar Hoppenstedt , född 1622 i Sachsen-Lauenburg, Tyskland, död 30 mars 1699 i Kalmar, var en tysk bildhuggare.

## Biografi
Man vet att han var gift med Dorotea Engels men om hans liv och verksamhet i Kalmar föreligger motstridande uppgifter. Enligt hans son Kaspar som var borgmästare i Kalmar 1734-1745, inkallades fadern från Stralsund efter den stora branden i Kalmar 1679 och avlade borgared i staden 1681. Enligt andra uppgifter som inte kan styrkas arkivaliskt kom han till Kalmar redan 1640 och utförde då den praktfulla predikstolen som sattes upp i Kalmar domkyrka nya byggnad 1682. Tillkomstdatum för predikstolen är obekant men den måste vara färdigställd före 1667 då den omnämns i kyrkans räkenskaper. I Kalmars domkyrka finns ett porträtt av Baltzar Hoppenstedt.
Hoppenstedts väg i södra Kalmar är uppkallad efter Baltzar Hoppenstedt.